# François-Albert Angers
Pour l’article homonyme, voir Angers.
François-Albert Angers, O.Q. (21 mai 1909 à Québec - 14 juillet 2003) est un économiste et un intellectuel québécois.
Professeur à l'École des hautes études commerciales (HEC) de Montréal de 1937 à 1974, il est un pionnier du mouvement coopératif, de l'enseignement de la science économique et de la formation d'une classe de gens d'affaires francophones au Québec. Disciple d'Esdras Minville et d'Édouard Montpetit, mentor de Jacques Parizeau, spécialiste d'économie politique et auteur de nombreux travaux sur l'économie québécoise, il est également le fondateur du Service de recherche économique (devenu l'Institut d’économie appliquée, puis le département d'économie appliquée) des HEC.
Penseur nationaliste, il est l'un des principaux collaborateurs et organisateurs de la Commission royale d'enquête sur les problèmes constitutionnels (Commission Tremblay) créée en 1953. Il est aussi un acteur important du mouvement souverainiste québécois. Il a été président de la Ligue d'Action nationale, directeur de la revue L'Action nationale, président de la Société Saint-Jean-Baptiste de Montréal et du Mouvement Québec français.
Par ses actions et ses écrits, François-Albert Angers est une figure majeure de la défense de la langue française et de l'identité québécoise.

## Biographie

### Enfance et formation

#### Enfance
François-Albert Angers naît à Québec dans la paroisse Saint-Jean-Baptiste le 21 mai 1909. Aîné de quatre enfants, il est le seul fils d'Albert Angers, un médecin obstétricien de Québec, et d'Odulie Laroche, fille d'un fonctionnaire de la même ville.
L'enfance de François-Albert Angers se déroule dans un milieu pieux et modeste, marqué par les déménagements et les problèmes de santé. Malgré le prestige qui entoure la profession de son père, celui-ci peine à faire vivre sa famille. Face à un coût de la vie très élevé, sans clientèle stable, Albert Angers se voit forcé à quitter la ville de Québec. Répondant à une annonce du gouvernement dans Le Soleil, il obtient un poste de médecin de campagne, dans un secteur de colonisation récente. C'est ainsi que, à l'automne 1914, la famille Angers quitte son domicile sur la rue Saint-Joseph à Québec pour s'établir dans le village d'Armagh, dans la région de Bellechasse. François-Albert Angers entre alors à l'école primaire. Il effectue sa première et sa deuxième année au couvent des Sœurs de la Charité d'Armagh, près de l'église Saint-Cajetan. En 1916, la famille Angers doit déménager à nouveau lorsque le père reçoit une nouvelle offre d'emploi. La famille s'installe cette fois à Tadoussac. Le petit François-Albert y poursuit ses études. Il montre des signes d'une vive intelligence, notamment par ses habiletés en français, en histoire et en mathématiques.
En 1919, le parcours scolaire de François-Albert Angers est encore une fois perturbé. Pour bonifier sa formation, et lui permettre éventuellement d'accéder au cours classique, ses parents cherchent à l'envoyer dans une meilleure école que celle du village de Tadoussac. N'en trouvant aucune à distance raisonnable de leur maison, ils fixent leur choix sur le collège des Frères du Sacré-Cœur de Montmagny. À l'âge de seulement dix ans, le petit François-Albert doit donc quitter le nid familial pour vivre comme pensionnaire, à plus de trois cents kilomètres de la maison familiale. Cette expérience de déracinement lui est particulièrement pénible.
À tous ces déménagements s'ajoutent des problèmes de santé. Dès l'âge de cinq ans, François-Albert Angers se fait diagnostiquer un problème de myopie progressive. L'évolution de ce trouble de vision l'obligeant à revoir sa prescription tous les six mois, à la fin de son primaire, il se fait recommander par son médecin de cesser complètement ses études afin de ne pas aggraver ses problèmes de vue. À contrecœur, les parents du jeune François-Albert acceptent de se plier aux conseils du médecin, malgré leur désir de voir leur fils poursuivre ses études.

#### Engagement social

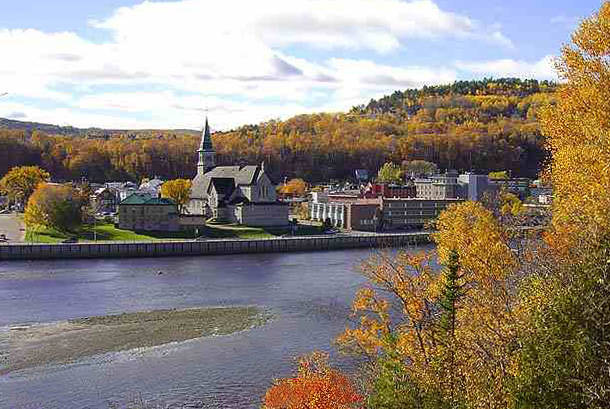
En 1923, François-Albert Angers déménage à La Malbaie, dans la région de Charlevoix. Toute sa vie, il gardera un attachement particulier envers cette région.

Contrairement à plusieurs intellectuels de sa génération, François-Albert Angers ne fréquentera pas, finalement, le collège classique. À la suite de ces nombreux déménagements et soucis médicaux qui interrompent son parcours scolaire, il cesse complètement de fréquenter l'école en 1923. La même année, il déménage de nouveau avec le reste de sa famille pour suivre son père dans son nouvel emploi à La Malbaie. Bien que ce déménagement l'éloigne plus que jamais de la ville où il est né, en réalité, sa famille retrouve dans Charlevoix des membres de la famille étendue des Angers, installée dans la région depuis plusieurs générations. Pour le reste de sa vie, François-Albert Angers restera particulièrement attaché à Charlevoix.
Toujours privé de formation scolaire, une solution finit par s'offrir à lui. Au collège des Frères du Sacré-Cœur de Montmagny, un professeur lui apprend l'existence d'une formation pouvant être suivie à distance à partir de chez ses parents, et en continuité avec sa formation reçue au collège : la formation à distance de l'école des Hautes études commerciales (HEC) de Montréal. Enthousiaste à l'idée de pouvoir enfin poursuivre ses études, malgré ses bonnes notes, Angers se voit refusé aux HEC. Le directeur de l'institution, Henri Laureys, juge que le collégien est encore trop jeune pour entreprendre de telles études à distance. Il recommande à ses parents de retarder son entrée à l'école, afin que celui-ci « acquière de la maturité ».
Son parcours scolaire interrompu, François-Albert Angers travaille comme commis pour la pharmacie de son père de 1923 à 1925. Animé par une grande soif d'apprendre, il continue cependant de s'instruire par lui-même. Cette soif d'apprendre le mène à participer aux activités de l'Association catholique de la jeunesse canadienne-française (ACJC) de La Malbaie. Il y découvre une forme d'organisation et d'action sociale qui l'initient à différentes questions d'actualité. Les cercles de lecture, les débats et les rencontres de l'ACJC lui permettent également d'approfondir son nationalisme et d'aiguiser son appétit pour la politique. Contrairement à la jeunesse nationaliste montréalaise proche de l'abbé Lionel Groulx, à cette époque, les convictions d'Angers sont plus proches de celles d'Henri Bourassa. Se méfiant de l'historien « séparatiste », Angers croyait que la meilleure option pour les Canadiens français se trouvait dans la bonne entente avec le Canada anglais, dans le respect du « pacte » entre les deux peuples fondateurs, devant protéger les traditions, la religion catholique et l'autonomie des provinces. Cet engagement le mène à devenir le président de l'ACJC de La Malbaie en 1926.

#### HEC de Montréal

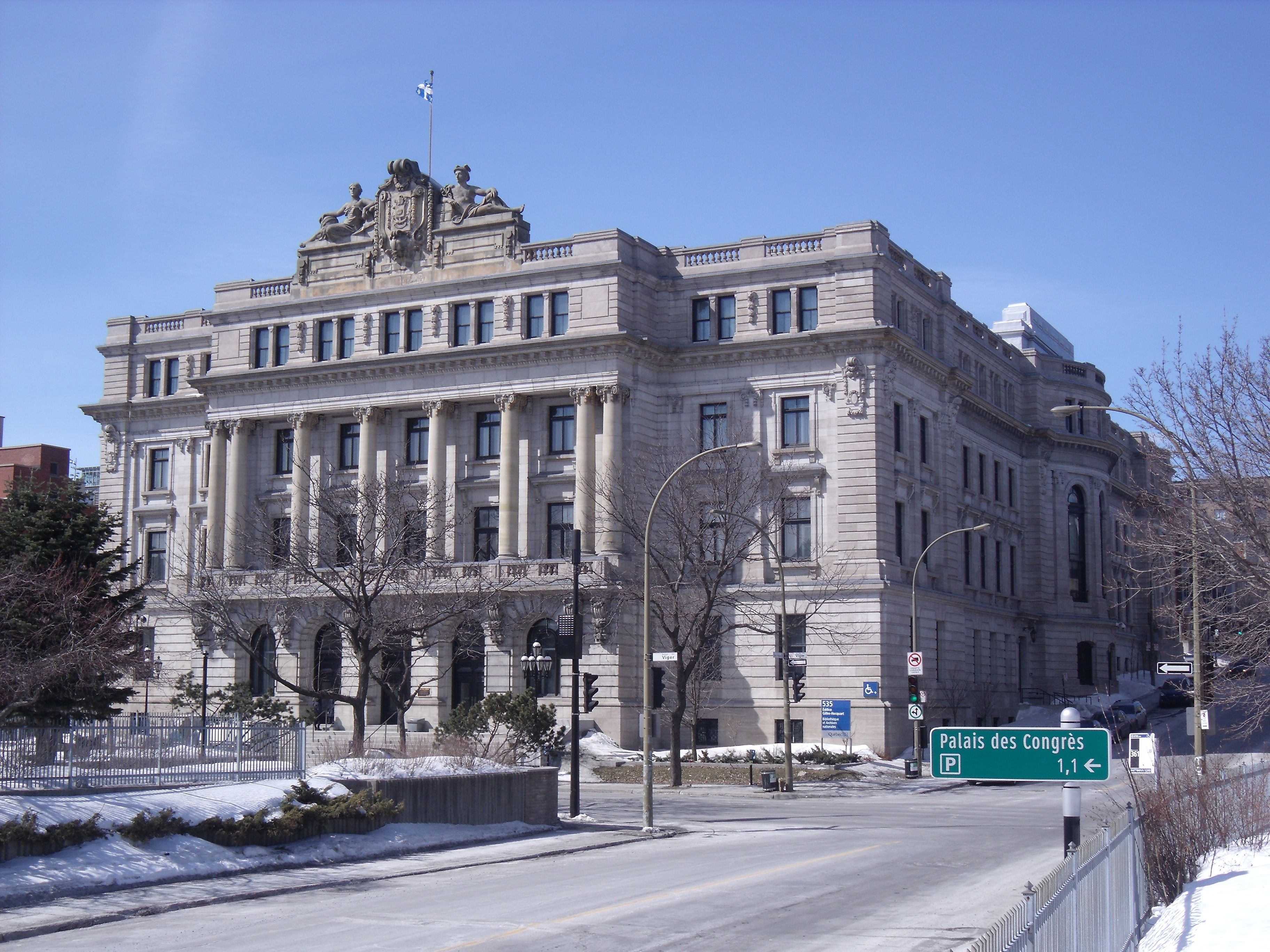
François-Albert Angers étudie à l'école des HEC de Montréal de 1928 à 1934. À cette époque, l'école est située dans l'édifice Gilles-Hocquart sur l'avenue Viger, à Montréal.

À l'automne 1925, François-Albert Angers commence sa formation à distance aux HEC de Montréal. Il entame alors des études en comptabilité. Ces études secondaires/techniques d'une durée de deux ans préparent Angers à faire son entrée au programme de licence en sciences commerciales, à l'hiver 1928. Il a alors 18 ans.
Dans les années 1920, la science économique au Québec en est à ses premiers balbutiements. Le Québec compte alors peu de spécialistes en économie – la discipline étant encore au carrefour de différents savoirs, sans être considérée de manière autonome –, les rares professeurs s'intéressant aux questions économiques avaient été formés dans des universités françaises, anglaises ou américaines, ou s'étaient formés de manière autodidacte. Par conséquent, le type de formation offerte en « sciences commerciales » aux HEC à cette époque visait principalement à former des administrateurs et des comptables répondant aux intérêts des entreprises membres de la Chambre de commerce de Montréal.
Aux HEC, François-Albert Angers fait la connaissance de plusieurs collègues issus comme lui de régions rurales. Parmi eux, il se lie particulièrement d'amitié avec Gérard Filion, originaire de L'Isle-Verte, le futur directeur du Devoir. Élève brillant, Angers cumule les récompenses et se fait vite remarquer par ses professeurs. Deux en particulier auront une profonde influence sur son parcours : Édouard Montpetit et Esdras Minville. Continuateur d'Errol Bouchette, Édouard Montpetit est le premier économiste à utiliser une approche véritablement scientifique pour analyser les phénomènes économiques au Québec,. Esdras Minville, pour sa part, était considéré davantage « comme un sociologue ou un philosophe social bien au courant des questions économiques, que comme un véritable économiste ». Néanmoins, sa pensée économique, encore plus que celle de Montpetit, encouragera François-Albert Angers à poursuivre ses études et à se spécialiser en économie politique.
Par malheur, des problèmes de santé viennent encore une fois perturber les études du futur économiste. Souffrant depuis le début de 1931 de symptômes s'apparentant à une grippe, Angers découvre qu'il est atteint d'une forme agressive de tuberculose. Son médecin impose au jeune patient un régime draconien : Angers doit suspendre ses études indéfiniment et quitter Montréal (dont l'environnement est jugé néfaste) pour le sanatorium du lac Édouard, près de Chicoutimi. Malgré cet arrêt forcé, Angers défie les ordres de son médecin. Encouragé par Édouard Montpetit, il poursuit ses études à un rythme effréné. Il revient rétabli, mais affaibli, pour terminer ses études à l'hiver 1933. Son sujet de thèse de fin de programme (sur la théorie quantitative de la monnaie et les variations de prix au Canada) confirme son intérêt pour les questions d'économie politique – intérêt qui le suivra toute sa vie. Il obtient sa licence en sciences commerciales au printemps 1934.

### Philosophie
Arrivé à l'âge adulte durant la Grande Dépression, François-Albert Angers est particulièrement affecté par la crise économique. Cette crise sans précédent, entraînée par le capitalisme sauvage des années folles, était considérée autant comme une crise économique que morale. Rejetant le libéralisme, le fascisme et le communisme, comme d'autres intellectuels de son époque, François-Albert Angers se tourne alors vers le corporatisme.
Inspiré par les encycliques Quadragesimo Anno et Divini Redemptoris, le corporatisme vise à trouver une solution au « développement industriel disproportionné » ayant conduit au chômage, à la misère rampante des villes, à l'hygiène déplorable des usines, à la baisse des salaires ainsi qu'au délitement des mœurs. Différent du corporatisme politique incarné par Franco en Espagne, Mussolini en Italie, Salazar au Portugal et Pétain en France, mettant tous les corps professionnels d'une société au service d'un parti au pouvoir, le corporatisme favorisé au Québec à cette époque est un corporatisme de type social. Ce corporatisme vise à regrouper les travailleurs « par syndicats ouvriers et patronaux, selon leur métier et leur région », et à élire parmi eux des membres qui rédigeront et voteront les lois touchant à leurs professions.
Cette réorganisation de la société et des structures de décision visant la restauration d'un « ordre social chrétien », réconciliant les libertés individuelles avec le respect de l'autorité selon la doctrine sociale de l'Église, habite tout l'enseignement de François-Albert Angers. Cette idée fera de lui notamment l'un des principaux promoteurs du mouvement coopératif au Québec.
En voulant renouer avec un ordre social chrétien, comme Esdras Minville, Édouard Montpetit, Lionel Groulx et d'autres penseurs canadiens-français de l'époque, François-Albert Angers est aussi influencé par un courant de pensée très en vogue chez les jeunes adultes des années 1930 : le personnalisme. Solution respectueuse des valeurs catholiques, cette philosophie cherche à recentrer la société autour de la « personne » plutôt que de l'« individu » (d'après la formule empruntée à l'écrivain Charles Péguy). Son idée fondamentale est que « l'État, la société doivent servir la personne humaine et favoriser l'accomplissement de sa vocation spirituelle, et ne peuvent donc soumettre la personne à une règle de vie totalitaire ».

#### Études en France

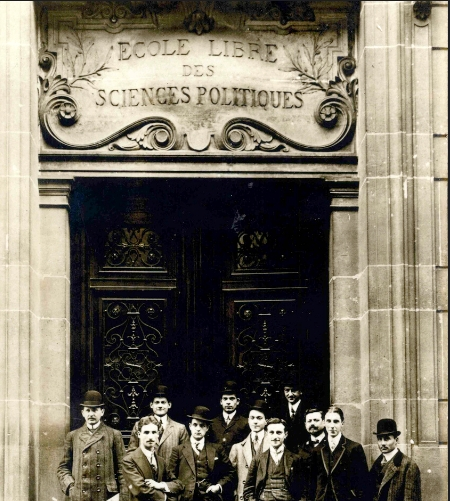
Au milieu des années 1930, Angers poursuit ses études à l'École libre des sciences politiques de Paris.

Comme le Québec à l'époque ne possède pas de professeurs suffisamment qualifiés en économie pour enseigner à des étudiants au-delà du premier cycle, François-Albert Angers se voit obligé à quitter le Québec pour poursuivre ses études. Encouragé par les professeurs des HEC, Angers choisit de traverser l'Atlantique. À l'automne 1934, il entre à l'École libre des sciences politiques (ELSP) de Paris.
En France, François-Albert Angers est plongé dans un pays en pleine ébullition. Encore ébranlée par l'affaire Stavisky et par les conséquences de la crise du 6 février, la population française voit se mobiliser de nombreux groupes militants, syndicats, partis politiques et associations pour trouver des solutions au chômage et à la misère. Témoin de plusieurs manifestations à Paris, François-Albert Angers s'intéresse de plus près aux mouvements communiste et socialiste de France. La ferveur des mouvements et leur caractère populaire donnent, à cet observateur nord-américain, un tout autre point de vue sur ces idéologies (en particulier sur le communisme), très loin de l'image horrifiante véhiculée au Québec à la même époque. C'est aussi dans ce contexte que François-Albert Angers rencontre un autre étudiant québécois prometteur : André Laurendeau. De la même génération que lui, Laurendeau était déjà connu au Québec au début des années 1930 comme l'un des disciples préférés de l'abbé Lionel Groulx, rédacteur en chef de la revue L'Action nationale et président-fondateur des Jeune-Canada.
À l'université, François-Albert Angers fait la connaissance de plusieurs penseurs qui auront une influence déterminante sur son parcours. L'un d'eux est André Siegfried, sociologue, géographe, historien, et professeur à l'ELSP et au Collège de France. Ce pionnier de la sociologie électorale propose des analyses avant-gardistes, alliant l'économie politique et la géographie. La grande affinité entre les deux hommes amène Siegfried à diriger Angers lors de ses travaux de doctorat.
Un autre intellectuel ayant marqué Angers dans son périple français est l'économiste Bertrand Nogaro. Spécialiste des questions monétaires, notamment du rôle de la monnaie en commerce international, auteur de plusieurs ouvrages sur le sujet, Nogaro a également été député radical et radical-socialiste de 1924 à 1934. Angers est également influencé par Albert Aftalion, professeur à la Faculté de droit de Paris. Autre spécialiste des questions monétaires, Aftalion est connu pour avoir mis au point une théorie quantitative de la monnaie, établissant un lien de causalité entre la quantité de monnaie en circulation dans une zone économique donnée et l'indice des prix à la consommation.
Le dernier intellectuel ayant le plus influencé François-Albert Angers est François Perroux. L'un des économistes français « les plus influents du 20e siècle », cet adepte du personnalisme cherche « une troisième voie entre le libéralisme et le communisme [...] afin de privilégier un modèle de développement axé sur les aspects sociaux et humanistes de la vie en collectivité ». Gardant une distance avec la vision de l'économie marchande, axée sur la recherche du profit, et avec les solutions socialistes tendant à l'étatisation des secteurs, François Perroux fera sentir son influence également chez l'un des futurs étudiants de François-Albert Angers : Jacques Parizeau.
En juin 1937, François-Albert Angers complète sa thèse de doctorat sous la direction d'André Siegfried. Portant sur la concentration économique des entreprises au Canada, son analyse est fortement influencée par le contexte de la Grande Dépression. Dans sa thèse, Angers affirme que le 20e siècle « a été celui de la grande entreprise anonyme, tendant au monopole », et que pour cette raison, « le coût élevé des immobilisations mécaniques et autres » a rendu nécessaires le fait « de lever des capitaux considérables et le désir de les faire fructifier ».

### Professeur aux HEC

#### L'Actualité économiqueet premiers engagements
Revenu au Québec, François-Albert Angers commence à enseigner aux HEC à l'automne 1937. Protégé d'Esdras Minville, il devient en 1938 le directeur de l'organe officiel des HEC, L'Actualité économique. Cette revue à faible tirage, produite sans fonds de recherche ni aide financière, se transforme peu à peu en véritable laboratoire intellectuel. Touchant à une multitude de sujets, François-Albert Angers s'entoure de collaborateurs compétents pour commenter l'actualité économique, dont Gérard Parizeau, Roland Parenteau, Jean Bruchési, ainsi que ses anciens professeurs Bertrand Nogaro, André Siegfried et François Perroux. Pour sa part, Angers y signe une quarantaine de textes par année, dont la plupart portent sur la question de la monnaie et sur la lutte aux monopoles.
Les travaux de François-Albert Angers attirent l'attention des milieux d'affaires. Le Québec comptant alors très peu d'économistes, la qualité et la rigueur du travail d'Angers lui attirent des demandes de diverses entreprises, sociétés publiques et parapubliques, commissions gouvernementales et chambres de commerce. Ses réflexions sur les problèmes de développement économique au Canada français l'amènent également à prononcer des conférences à la radio, reprises dans les journaux. Ces interventions finissent également par attirer l'attention de groupes politiquement engagés. Lui-même apolitique, Angers se méfie de ces sollicitations, de crainte de se voir enfermé dans une « chapelle » idéologique dont il ne pourrait plus se libérer. Toutefois, François-Albert Angers n'est pas insensible à la réalité qui l'entoure. Très conscient de sa responsabilité comme professeur, se faisant une haute idée de son devoir comme formateur d'une classe de gens d'affaires québécois, Angers finit par accepter les invitations de son ami André Laurendeau et de son mentor Esdras Minville. En septembre 1938, il se joint à la Ligue d'Action nationale.

### Seconde Guerre mondiale

#### Ligue d'Action nationale et Service de documentation économique

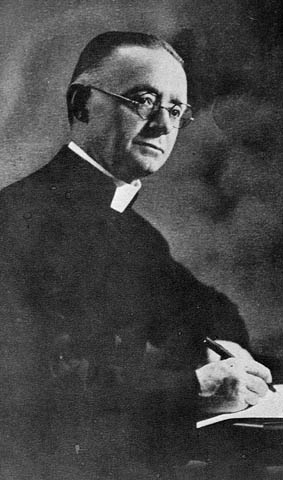
François-Albert Angers est un collaborateur du chanoine Lionel Groulx.

L'entrée de François-Albert Angers dans la Ligue d'Action nationale est un moment déterminant dans sa carrière. Délaissant sa neutralité d'antan, le professeur des HEC participe pleinement aux débats politiques de la fin des années 1930. Il se mêle aux diverses têtes d'affiche nationalistes de son époque, telles que René Chaloult, le Dr Philippe Hamel, le père Albert Tessier, Hermas Bastien, Albert Rioux, Léopold Richer, Harry Bernard, Eugène L'Heureux, et enfin, Lionel Groulx.
À la suite du déclenchement de la Seconde Guerre mondiale, le Québec français se mobilise pour s'opposer à la conscription. Après avoir promis de ne pas imposer la conscription (durant les élections de 1939 au Québec, et celles de 1940 au Canada), le gouvernement dirigé par le premier ministre Mackenzie King décide de revenir sur cette promesse et de tenir un plébiscite à la grandeur du Canada. Comme la vaste majorité des Canadiens français, François-Albert Angers s'oppose totalement à la conscription. Motivé par cette question, son ami André Laurendeau se lance dans l'arène politique en créant un nouveau parti : le Bloc populaire. Ce parti prônant « l’indépendance et la neutralité du Canada, l’autonomie provinciale, l’égalité entre anglophones et francophones, une économie coopérative et des réformes axées sur la famille » attire l'économiste.
Toutefois, malgré l'invitation d'André Laurendeau à l'appuyer, Angers refuse de le faire publiquement. Il accepte néanmoins de contribuer de manière anonyme au Bloc populaire. Il produit des travaux de recherche sur différents dossiers défendus par les membres du parti (y compris Maxime Raymond, le chef de l'aile fédérale du Bloc populaire), notamment sur les questions constitutionnelles, le régime fiscal, les pouvoirs des provinces face au gouvernement fédéral, le coopératisme ainsi que les politiques sociales et familiales.
Entre-temps, du côté des HEC, Angers crée en 1942 le Service de documentation économique. À la fois un centre de documentation (où sont collectées puis analysées les données pertinentes au développement économique) et un lieu de rencontre pour les professeurs, les étudiants et les hommes d'affaires, en particulier ceux de la Chambre de commerce de Montréal, ce Service de documentation économique est le premier centre de recherche québécois de langue française entièrement destiné à l'étude de l'économie du Québec. Cette institution trouvera toute son importance après la guerre, pour affronter les problèmes économiques causés par la reconstruction et le retour à une économie de paix. Elle produira également, toujours la direction de François-Albert Angers, la première collection d'études consacrées à l'économie québécoise (Notre milieu), comprenant une compilation complète et précise des statistiques économiques du Québec.

### Après-guerre
La fin de la Seconde Guerre mondiale voit l'émergence d'un nouveau monde. Au Canada, et ailleurs en Occident, la plupart des gouvernements décident de mettre sur pied des États-providences. Afin de s'assurer de revenir à une économie de paix sans reproduire les mêmes problèmes que ceux qui l'avaient frappé à la fin de la Première Guerre mondiale, le gouvernement du Canada décide notamment de créer une série de programmes sociaux visant à protéger les citoyens en cas de chômage, de maladie, d'invalidité, de vieillesse ou de mort de l'époux. Toutefois, pour mettre en œuvre ces programmes, Ottawa doit empiéter sur les champs de compétence provinciaux. Ces champs de compétence, qui avaient été occupés de manière temporaire avec l'accord des provinces pour la durée du conflit, revenaient exclusivement aux provinces selon la Constitution de 1867. Or, avec l'arrivée de cette nouvelle politique interventionniste pancanadienne, le gouvernement fédéral montrait qu'il n'avait aucune intention de rendre aux provinces leurs pouvoirs exclusifs.
En réaction, un large consensus se forme au Québec pour s'opposer à la centralisation des pouvoirs par Ottawa. En 1944, le gouvernement de l'Union nationale, dirigé par Maurice Duplessis, est porté au pouvoir par cette volonté populaire afin de récupérer tous les champs de pouvoirs cédés durant la guerre, et de permettre au Québec de poursuivre son développement en fonction de ses propres intérêts.
Face à cette nouvelle situation, et à l'apparition de cette nouvelle division entre fédéralistes (réformistes) et nationalistes (traditionalistes), François-Albert Angers prend position. Comme la plupart des Québécois de son temps, tout en souhaitant transformer la société afin que les francophones s'épanouissent et se développent selon leurs propres intérêts, Angers s'oppose à l'établissement d'un État-providence. Autonomiste, il s'oppose particulièrement à ce que la fonction publique fédérale (où se trouvent très peu de Canadiens français) puisse créer des programmes (pensés en fonction des intérêts d'Ottawa) et les imposer à la population du Québec.
Pendant ce temps, tout en enseignant aux HEC et à l'Université de Montréal, François-Albert Angers produit également des écrits. Il publie notamment en 1949 son ouvrage en deux tomes : Initiation à l'économie politique, le premier manuel de sciences économiques au Canada français. Cet ouvrage constituant une synthèse de la pensée économique du professeur des HEC sera réédité à maintes reprises, jusqu'en 1971.

#### Commission Tremblay
En 1948, François-Albert Angers quitte la direction de la revue L'Actualité économique après avoir été nommé professeur titulaire aux HEC. La même année, il est également nommé au conseil d'administration de la Chambre de commerce de Montréal. Cette arrivée au conseil d'administration lui permet de participer de manière élargie aux activités de la Chambre, qui réclame diverses mesures pour moderniser l'administration municipale de Montréal et pour assainir les mœurs politiques de l'époque (dénonçant le trafic d'influence et le régime de tolérance en matière de criminalité). À la même époque, la Chambre de commerce s'intéresse aussi aux problèmes des relations fédérales-provinciales. En 1947, elle prépare un mémoire qui sera approuvé par la Chambre de commerce de la province. À l'issue d'un congrès qui se tient à Ottawa en 1952, les délégués de la Chambre de commerce recommandent au gouvernement du Québec de créer une commission d'enquête pour étudier la question de l'autonomie provinciale et des problèmes constitutionnels. Cette recommandation est présentée au premier ministre Duplessis par une délégation de plus de 600 membres de la Chambre de commerce de la province, le 26 novembre 1952. La recommandation est acceptée et la Commission Tremblay est ainsi créée en janvier 1953.

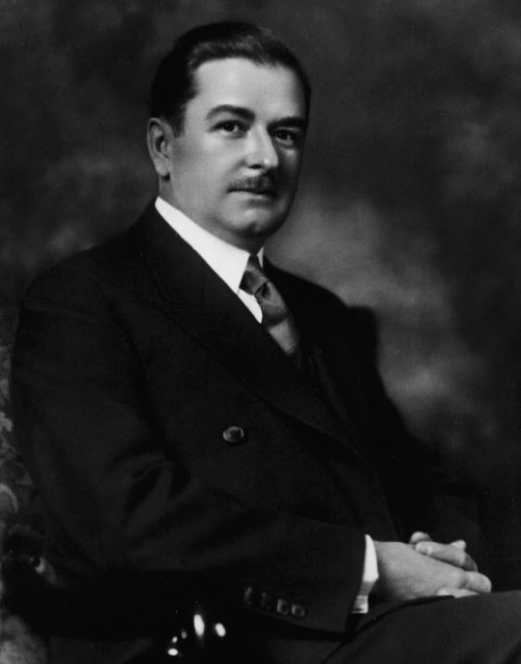
Autonomiste comme Maurice Duplessis, François-Albert Angers reprochait toutefois au premier ministre d'être trop conservateur.

La mise sur pied de cette commission est un événement majeur pour François-Albert Angers. Il s'agit de l'occasion pour lui de faire connaître au gouvernement Duplessis une série de mesures à appliquer pour permettre de rééquilibrer le rapport de force opposant les provinces au gouvernement fédéral. Il dénonce les conséquences de la centralisation des pouvoirs par le gouvernement d'Ottawa. De manière plus précise, François-Albert Angers démontre, chiffres à l'appui, le coût du fédéralisme subi par le Québec depuis la fin de la dernière guerre mondiale. Les contributions d'Angers peuvent être retrouvées dans les annexes 3, 5 et 11 du rapport de la commission Tremblay.
Les travaux de la Commission Tremblay propulsent François-Albert Angers à l'avant-scène, sa crédibilité et son image d'homme intègre et lucide s'en retrouvant nettement rehaussées dans l'opinion publique. Grâce à ce succès, Angers devient directeur technique du Conseil d'orientation économique de la Chambre de commerce de la province de Québec (1955-1959).
Toutefois, le combat autonomiste l'amène à subir personnellement les effets de la politique centralisatrice du gouvernement fédéral. En effet, dans une série d'articles qu'il publie dans Le Devoir en mai 1957, intitulée « Ma chicane avec l'impôt », François-Albert Angers raconte toute la saga judiciaire qui l'oppose au ministère du Revenu national du Canada, depuis son refus de recevoir les allocations familiales (distribuées par le gouvernement du Canada depuis 1945) pour ses cinq enfants. Jugeant que ces allocations sont inconstitutionnelles et qu'elles contreviennent aux principes catholiques de la vie en collectivité, François-Albert Angers voit ses convictions fédéralistes traditionnelles de plus en plus remises en question.

#### Présidence de la Ligue d'action nationale
En avril 1954, François-Albert Angers devient le nouveau président de la Ligue d'action nationale. Succédant à Anatole Vanier, son arrivée en poste coïncide avec celle d'un autre nouveau venu, à la direction de L'Action nationale : le journaliste Pierre Laporte. Toutefois, cinq ans plus tard, n'ayant pas réussi à réconcilier les nationalistes de gauche avec les nationalistes de droite, Pierre Laporte cède sa place. François-Albert Angers prend alors la direction de la revue. Son arrivée marque un tournant. En effet, tout restant fidèle à ses positions traditionalistes, Angers ne coupe pas les ponts avec les néonationalistes.

### Révolution tranquille

#### Critique de l'establishmentet de l'équipe du tonnerre
En 1959, Maurice Duplessis meurt à Schefferville. Paul Sauvé lui succède en tant que premier ministre du Québec. Son arrivée à la tête du gouvernement provoque des secousses dans la société. De tempérament plus souple que son prédécesseur, Sauvé adopte un ton et un style permettant de recueillir des appuis considérables à la fois chez les partisans du statu quo politique et chez les partisans du changement. Si Paul Sauvé s'avère fort populaire au sein de la population et que sa réélection lui semble assurée à la veille des élections de 1960, le sort en décidera autrement. Le 2 janvier 1960, Paul Sauvé meurt subitement, emportant avec lui le dynamisme et l'espoir qui avaient accompagné son arrivée quelques mois plus tôt.

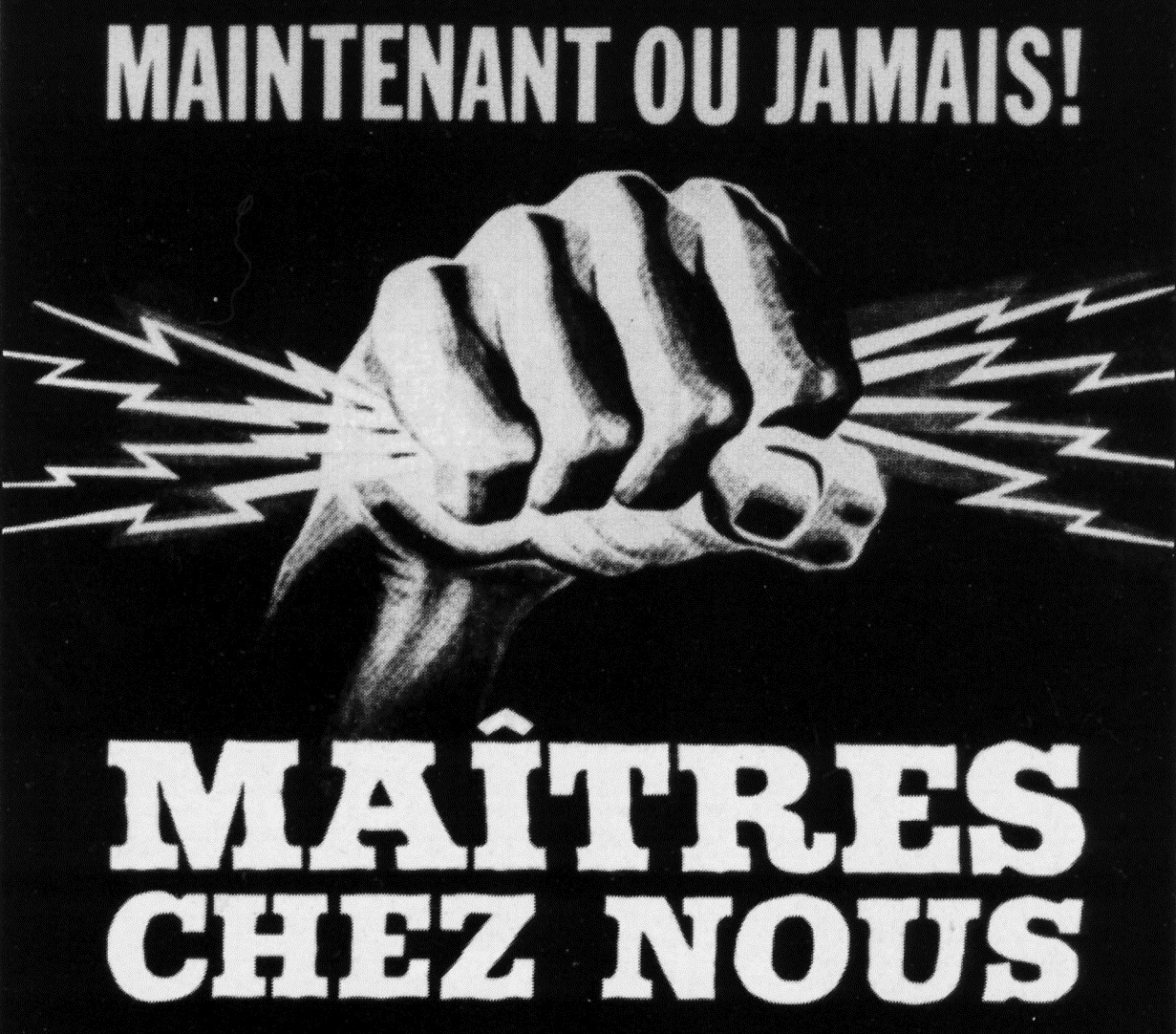
Bien qu'il tenait au développement économique du Québec par les Québécois, François-Albert Angers s'est opposé à la nationalisation de l'hydroélectricité proposée par le gouvernement de Jean Lesage en 1962.

L'arrivée au pouvoir de Jean Lesage en juin 1960 est accueillie avec un optimisme prudent par François-Albert Angers. Cependant, cet optimisme est rapidement remplacé par de la méfiance. Bien que la plupart des nationalistes traditionalistes (notamment Esdras Minville, Lionel Groulx et plus tard Robert Rumilly) appuient « dans les détails comme dans les motivations générales » les réalisations de l'équipe du tonnerre, François-Albert Angers se montre plus critique.
En 1962, il s'oppose au projet de nationalisation de l'hydroélectricité de René Lévesque. Dénonçant le recours à la nationalisation comme une mesure exagérée et irréalisable, Angers réclame que le gouvernement confie plutôt aux coopératives la tâche de parachever le développement du réseau. La nationalisation confirmée, Angers finit plus tard par se rallier, sans enthousiasme. Il s'oppose aussi au projet de ministère de l'Éducation présenté par la commission Parent. Bien que d'accord avec le principe d'élargir l'accès à l'éducation et de créer un ministère pour le faire, il s'oppose toutefois à l'approche étatiste inspirée d'un humanisme à l'américaine. Par exemple, Angers s'inquiète du programme d'enseignement secondaire en cinq ans proposé (en remplacement du collège classique), craignant que celui-ci ne conduise à l'effritement de la cohésion entre les Canadiens français, et à une baisse du niveau de culture générale chez les jeunes. Plus que tout, il redoute que l'État ne « place la population devant des faits accomplis » en imposant aux parents une forme d'enseignement déconnectée de l'héritage et de la culture catholique des Québécois.

#### États généraux du Canada français et défense de la langue française
À la suite de la visite du général de Gaulle et de la fondation du Mouvement souveraineté-association par René Lévesque, François-Albert Angers chemine. Tout en demeurant fidèle à ses convictions nationalistes traditionnelles, au Canada français et à ses racines catholiques, il se rallie à la thèse des États associés véhiculée par Lévesque. Ce cheminement est un tournant majeur dans l'évolution de sa pensée, car, comme beaucoup de nationalistes de sa génération, il vient à l’indépendance non par choix, mais par lassitude à l'égard du Canada et de son non-respect de l’autonomie provinciale. Le cheminement de l'économiste, précédant celui de l'un de ses célèbres disciples – Jacques Parizeau –, établit une forme de continuité entre la position traditionnelle des autonomistes et la nouvelle orientation des nationalistes des années 1960.
Le 24 novembre 1967, lors des États généraux du Canada français, François-Albert Angers prononce un discours qui provoque un coup de tonnerre. Dans ce discours rédigé en collaboration avec Rosaire Morin et Jacques-Yvan Morin, il déclare que « les Canadiens français forment une nation », que « le Québec constitue le territoire national et le milieu politique fondamental de cette nation », et que, par conséquent, « la nation canadienne-française a le droit de disposer d'elle-même et de choisir librement le régime politique sous lequel elle entend vivre. Ces trois affirmations, soumises dans une résolution proposées par Angers, sont appuyées par 98 % des délégués québécois (1 % s'abstenant et 1 % s'y opposant).
Très critique à l'égard de la tendance de gauche anticolonialiste du nouveau mouvement souverainiste, François-Albert Angers se retrouve cependant à leurs côtés pour défendre la langue française. À la suite de la crise de Saint-Léonard, le gouvernement de Jean-Jacques Bertrand présente le projet de loi 63 (« bill 63 »), mettant l'anglais et le français sur un pied d'égalité en enseignement. Ce projet de loi, qui ne fait rien pour permettre d'intégrer les Néo-Québécois à la masse des francophones, provoque l'indignation de tous les souverainistes, des nouveaux jusqu'aux plus anciens – en particulier François-Albert Angers. Dépassant la soixantaine, cet homme incarnant pour les plus jeunes un monde et une forme de traditionalisme complètement dépassés devient alors l'un des défenseurs les plus acharnés de la langue française. Comparant le projet de loi à une « deuxième bataille des Plaines d'Abraham » imposée aux Québécois, Angers se retrouve aux côtés de figures de proue de la gauche syndicale et militante comme Michel Chartrand, Andrée Ferretti, Pierre Bourgault, et des artistes comme Louise Forestier, Pauline Julien et Gaston Miron. Cette action politique le mène, en 1969, à prendre la tête de la Société Saint-Jean-Baptiste (SSJB) de Montréal et à devenir le principal porte-parole du Mouvement Québec français (MQF). Derrière ce dernier mouvement, Angers fédère les partisans du français comme seule langue officielle du Québec. Il demeure président de la SSJB de Montréal jusqu'en 1973. En 1972, après avoir été porte-parole du Mouvement Québec français, il est nommé président de ce mouvement. Il occupe son poste jusqu'en 1980.

#### Sur l'indépendance du Québec
Au départ influencé par la pensée d'Henri Bourassa et de Lionel Groulx, François-Albert Angers était un nationaliste traditionaliste. Se méfiant des indépendantistes, durant les années 1930 à 1950, Angers adhérait à la vision du Canada largement partagée par la majorité des Québécois de cette époque, basée sur la théorie des deux peuples fondateurs. Le Canada avait pour mission de permettre l'égalité entre les deux peuples fondateurs, à condition que soit respecté l'esprit de la Constitution de 1867, garantissant la séparation entre les pouvoirs du gouvernement central et ceux des provinces.
D'abord encouragé par l'apparition du Parti québécois et de la constitution d'un mouvement proposant de réaliser l'indépendance du Québec, Angers perd peu à peu son enthousiasme. Il critique le fait que le Parti québécois délaisse la conception traditionnelle de la nation canadienne-française au profit d'une nouvelle identité québécoise. Il juge que cette nouvelle identité, en rupture avec la continuité historique justifiant la lutte pour l'indépendance, était déconnectée de la réalité et se prêtait à être récupérée de toutes les manières par les adversaires des nationalistes.
Lors du référendum de 1980, François-Albert Angers critique vigoureusement la stratégie du camp du OUI. Dénonçant la confusion entre les Canadiens français (héritiers d'une culture et d'un vécu collectif communs) et les Québécois (terme qu'il juge flou, pouvant être approprié par n'importe qui), Angers juge que seuls les membres de la nation québécoise (et non pas les occupants du territoire ne se définissant pas comme Québécois) doivent pouvoir décider de leur avenir.

#### Autres engagements
François-Albert Angers s'implique également dans d'autres organismes liés à la recherche. Il est notamment président de la Société canadienne de science économique (1968-1971), du Centre international de recherche sur les entreprises publiques et les coopératives (1975-1981) et vice-président de la Commission du Congrès des économistes de la langue française (Paris, 1965-1972). Fermement convaincu de l'importance de la voie coopérative pour le développement économique du Québec, il agit également comme membre du conseil d'administration de la Coopérative des consommateurs de Montréal et membre des comités de surveillance des coopératives de consommation La familiale et La Bonne Coupe.

#### Retraite
En 1974, François-Albert Angers prend sa retraite des HEC. De tempérament sérieux et besogneux, même à la retraite, Angers continue à rester actif sur le plan intellectuel. Sa principale activité consiste en un vaste chantier consacré à la réédition des travaux complets de son maître à penser, Esdras Minville. Son travail se poursuit pendant plus de treize tomes. Puis, en 1986, François-Albert Angers quitte la direction de la Ligue d'Action nationale.
Durant le référendum de 1995, François-Albert Angers participe aux activités  pour le camp du OUI. Cette présence sera soulignée par Jacques Parizeau : 

« Lors de la dernière campagne référendaire, j'ai été convié à une rencontre des économistes pour le Oui. J'étais curieux de découvrir lesquels de mes collègues avaient consenti à mettre leur science et leur crédibilité au service de la souveraineté.
Entrant dans la pièce, je n'aurais pas dû être surpris d'apercevoir le doyen des économistes souverainistes, François-Albert Angers. Sa présence me ravit. Il m'avait précédé dans cette pièce comme il nous avait précédés, tous, dans cette cause. Et ce n'était pas sa présence qui validait la justesse de notre cause, mais la nôtre qui validait la justesse de son discernement.
Quarante ans plus tôt, il aurait été bien seul à une réunion des économistes pour le Oui. Il dominait pourtant, de sa compétence et de son audace, les salles de cours des Hautes Études Commerciales où son objectivité n'avait d'égale que son ardeur à défendre, à l'extérieur de ses cours, une cause que moi-même et mes camarades fédéralistes accueillions avec un mutisme entendu et considérions souvent pour le moins «audacieuse».
Lorsque je devins son assistant et qu'il me poussait dans des discussions de fond sur la question, je ne pouvais rester coi. Nous eûmes, par conséquent, un certain nombre de débats assez corsés. Moi défendant les vertus de l'unité canadienne, de ce qui était connu et mesurable; lui vantant les avantages du pouvoir québécois, les vertus de l'identité québécoise, de ce qui était, donc, à bien des égards, hypothétique, voire inconnu. Je dois admettre aujourd'hui qu'à l'époque j'avais l'impression d'avoir, parfois, eu le dernier mot. C'est que je comprenais mal qu'il y a plus de mérite à proposer, concevoir et défendre ce qui n'est pas, qu'à constater et conforter ce qui est.
Je ne comprenais pas, non plus, qu'Angers puisse être à la fois un être de raison et un homme engagé, parfois jusqu'à la passion. J'y voyais un extraordinaire contraste. Il m'a fallu du temps avant de comprendre qu'il s'agissait au contraire d'une importante conjonction de la pensée et de l'action et que seules ces conjonctions préparent et permettent le progrès social et politique. »

Les dernières années de vie de François-Albert Angers sont marquées par une santé fragile. En 1996, l'ancien professeur est HEC est victime d'un accident vasculaire cérébral qui le laisse fortement diminué physiquement.
François-Albert Angers meurt à Montréal le 15 juillet 2003, à l'âge de 94 ans. Il est enterré à La Malbaie, près de ses parents.

#### Vie privée
François-Albert Angers a épousé Gisèle Lemyre le 12 octobre 1935. Ils ont eu cinq enfants : Françoise, Denise, Simon-Luc, René et Pierre-Yves.
Très attaché à la région de Charlevoix, François-Albert Angers a conservé longtemps un chalet à Saint-Aimé-des-Lacs, où il avait l'habitude de passer l’été en famille.

## Publications
- (et al.), Vers un ordre nouveau par l'organisation corporative. Causeries de François-Albert Angers, Léon-Mercier Gouin, Eugène Gibeau, Maximilien Caron, Richard Arès, S.J., Montréal, Secrétariat de l'É.S.P., L'École sociale populaire, 1940. En ligne sur BAnQ numérique.
- Le Comté de Charlevoix, Inventaire des ressources naturelles et industrielles, Québec, Ministère de l'Industrie, 1942. En ligne sur BAnQ numérique.
- Initiation à l'économie politique, Montréal, Fides, 1948, 1952, 1958, 1963. Réédité pour la cinquième fois en deux volumes (1971):

I. Initiation à la vie économique.
II. Initiation à l'analyse économique.
- La Centralisation et les Relations fédérales-provinciales, annexe 11 au rapport de la Commission royale d'enquête sur les problèmes constitutionnels (Québec), Québec, l'Imprimeur du Québec, 1956.
- Le Problème fiscal et les Relations fédérales-provinciales, annexe 5 au rapport de la Commission royale d'enquête sur les problèmes constitutionnels (Québec), Québec, l'Imprimeur du Québec, 1956.
- (avec Pierre Harvey et Jacques Parizeau), Essai sur la centralisation, Montréal, Beauchemin et l'École des hautes études commerciales, 1960. Version en ligne sur Les classiques des sciences sociales.
- Guide d'études sur l'initiation à l'économie politique, Québec, Ministère de l'Éducation, Direction générale de l'éducation permanente, 1968.
- Pour orienter nos libertés, préface de Richard Arès, Montréal, Fides, 1969.
- Le Contrôle des institutions financières et la Banque du Canada, 2 vol., annexe au rapport de la Commission sur les institutions financières (Québec), Québec, Comité d'étude sur les institutions financières, 1969.
- Les Droits du français au Québec, Montréal, Éditions du Jour, 1971.
- La Coopération. De la réalité à la théorie économique, Montréal, Fides, 1974 et 1976, 2 volumes.

### Édition d'ouvrages collectifs et éditions critiques
- 50 années de nationalisme positif, Montréal, L'Action nationale, mars 1963.
- Bourassa et le Séparatisme, Montréal, L'Action nationale, 1964.
- Esdras Minville. Œuvres complètes, Montréal, Fides et H.É.C. Édité par François-Albert Angers, 13 vol., 1979-2005.

## Honneurs et prix
- 1930 - Médaille du Lieutenant-gouverneur de la Province de Québec
- 1934 - Médaille d'or de l'École des hautes études commerciales de Montréal
- 1937 - Médaille de l'École des sciences politiques de Paris, France
- 1961 - Prix Ludger-Duvernay
- 1962 - Mérite d'honneur de l'Association des Étudiants H.É.C.
- 1965 - Homme du mois de la revue Commerce
- 1967 - Médaille de l'Université de Liège, Belgique
- 1972 - Mérite annuel de l'Association des diplômés de l'Université de Montréal
- 1972 - Membre de l'Ordre du Mérite
- 1977 - Patriote de l'année du Comité d'organisation de la Fête des Patriotes de 1837
- 1980 - Prix Léon-Gérin
- 1982 - Établissement par l'École des hautes études commerciales d'un Prix «François-Albert-Angers» pour le meilleur ouvrage pédagogique de l'année rédigé par un professeur
- 1985 - Officier de l'Ordre national du Québec
- 1985 - Doctorat Honoris Causa, Université de Montréal
- 1991 - Membre de l'Ordre des francophones d'Amérique